# زيوكسيداموس
زيوكسيداموس (باليونانية: Ζευξίδαμος) هو الملك الحادي عشر لأسبرطة من سلالة يوريبونتيد، وابن أناكساندريداس الأول خلفه ابنه أناكسيدامس.

## وصلات خارجية
- مولر، كارل أوتفريد تاريخ وآثار السلالة الدوريون. (باللغة الإنجليزية)